# 武公攻玁狁之戰
武公攻玁狁之戰是指發生於約前9世紀周厲王派大臣武公征討於玁狁的戰爭。
玁狁是指位於中國北方與西北方的古代民族。
周厲王在位期間，周朝已非常衰弱，獫狁大規模侵犯西周境內，大片土地被侵佔，直接威脅鎬京的安全。於是厲王命令武公派遣元士多友率兵抵禦。雙方激戰的半個月內，共打了四仗，周朝都取得勝利，殺敵350餘人，俘獲23人，繳獲戰車127乘，將獫狁逐出周境內，並救回了被俘虜的周人。武公將元士多友的戰績轉告給了周厲王，於是周厲王賞賜給多友包括青銅在內的若干財物，為了感謝周王，也是為了紀念這次勝利，多友便把周王賞賜給他的銅器鑄造成鼎，作為宴請賓朋好友的器具，是為多友鼎。